# كاميلا لودينجتون
كاميلا لودينجتون (بالإنجليزية: Camilla Luddington)‏ هي ممثلة إنجليزية ولدت في 15 ديسمبر 1983 في اسكوت بيركشير
قامت بتأدية دور كيت ميدلتون في فيلم وليام وكيت والذي يحكي عن قصة حب الأمير وليام مع زوجته كايت.
نشئت كاميلا في منطقة بيركشير ثم التحقت بالمدرسة الأمريكية في لندن. رشحتها صحيفة دايلي تيليغراف لتأدية دور كايت في فيلم وليام وكايت.

## أعمالها

### التلفاز
كذلك مثلت في الدراما ومن أبرز مسلسلاتها هو كاليفورنيكايشن (Californication) في موسمه الخامس ولعبت دور ناني فيه، وهي ظهرت في مسلسل ترو بلاد (True Blood) في موسمه الخامس وكذلك كان لها بعض الأعمال في الولايات المتحدة.

### ألعاب الفيديو
قامت كايملا بتجسيد شخصية لارا كروفت في لعبة تومب رايدر التي صدرت في سنة 2013م. 

## الحياة الشخصية
إرتبطت لودينغتون بعلاقة مع الممثل الأمريكي ماثيو ألان وفي أبريل 2017 أنجبت منه إبنتها هايدن.

## روابط خارجية
- كاميلا لودينجتون على موقع IMDb (الإنجليزية)
- كاميلا لودينجتون على موقع ألو سيني (الفرنسية)
- كاميلا لودينجتون على موقع ميوزك برينز (الإنجليزية)
- كاميلا لودينجتون على موقع أول موفي (الإنجليزية)
- كاميلا لودينجتون على موقع قاعدة بيانات الفيلم (الإنجليزية)
- كاميلا لودينجتون على موقع كينوبويسك (الروسية)